# Faustino García-Moncó Fernández
Faustino García-Moncó Fernández (Santander, 13 de octubre de 1916-Madrid, 6 de junio de 1996) fue un jurista, abogado del Estado y político español.
Licenciado en Derecho por la Universidad de Oviedo, durante la guerra civil española participó activamente como Alférez Provisional en el bando nacional dentro del Tercio de Requetés y otras unidades, destacando su presencia en las ofensivas de Asturias, Aragón y Cataluña. Fue condecorado por sus acciones con la Medalla de Campaña, la Cruz al Mérito Militar y la Cruz de Guerra.
Tres años después de terminar la guerra civil, en 1942 ingresó en el cuerpo de Abogados del Estado. Antes de acceder a puestos de responsabilidad en el régimen franquista, fue director general Adjunto del Banco de Bilbao.
En 1957 fue nombrado Subsecretario de Comercio, para ser luego designado ministro de Comercio desde 1965 a 1969.